# Cantigamente n.º 6
Cantigamente Nº 6 (1975), longa-metragem portuguesa de António Escudeiro, é o sexto e último filme da série Cantigamente, produzida pelo Centro Português de Cinema para a RTP.

## Sinopse
Anos de 1968 a 1974. Os últimos anos do fascismo com Américo Tomás e Marcelo Caetano: as mensagens de fim do ano e as «Conversas em Família». A guerra colonial. O funeral de Salazar. As curtas-metragens de “actualidades” nos cinemas. O filme Sete Balas para Selma e o conhecido programa Em Órbita. Os festivais da canção da RTP: a canção como marketing. O país redescoberto com "Grândola, Vila Morena" de José Afonso em 25 de Abril de 1974.